# Fountains of Wayne
Fountains of Wayne és una banda estatunidenca de rock alternatiu i power pop formada el 1996. Van tenir la major repercussió en 2003 amb la cançó Stacy's Mom, un dels singles de Welcome Interstate Managers.

## Història

### Començaments
El grup es va formar en 1996 por Adam Schlesinger i Chris Collingwood, antics companys d'escola. Anteriorment, tots dos havien participat en altres grups: Schlesinger havia fundat Ivy a Nova York i Collingwood The Mercy Buckets a Boston. El nom de la banda està tret del nom d'una botiga de jardineria a Wayne, Nova Jersey, anomenada "Fountains of Wayne Arxivat 2007-06-10 a Wayback Machine.", prop de Montclair, la ciutat natal d'Adam Schlesinger.
Amb ells es van unir Brian Young, que havia sigut el bateria de The Posies, i Jody Porter, que tocaba al grup The Belltower. De llavors ençà els integrants de la banda no han canviat.
En 1996 va traure a la venda el seu primer LP, Fountains of Wayne, en Atlantic Records. En aquella mateixa època, Schlesinger va triomfar com a compositor de la cançó That Thing You Do, pertanyent a la banda sonora de la pel·lícula The Wonders, nominada als Oscar i va ser disc d'or segons la Recording Industry Association of America. Malgrat això, l'àlbum de la banda no va reeixir amb només unes 125.000 còpies venudes als Estats Units. El grup va fer una llarga gira de presentació del seu treball, fent de teloners dels Smashing Pumpkins i The Lemonheads.

### Utopia Parkway
El seu segon treball, de 1999, Utopia Parkway (un carrer del districte de Queens, Nova York), tampoc va aconseguir cap èxit malgrat la bona crítica rebuda tant per la revista People, que el va escollir Disc de la setmana. L'escàs èxit comercial va provocar tensions amb la firma discogràfica, que es va negar a promocionar el tercer single, Troubled Times. Finalment, Atlantic va rescindir el contracte.
Aquestos problemes provocaren que els membres de Fountains of Wayne decidiren prendre's un descans per dedicar-se a altres projectes. Schlesinger va treballar com a compositor i productor musical i va traure un tercer disc amb el seu altre grup, Ivy. Collingwood va formar una banda de country pop, The Gay Potatoes. Jody Porter va treballar amb el seu altre grup, The Astrojet i Brian Young va col·laborar amb Ivy i amb altres formacions.

### Welcome Interstate Managers
En 2001 van tornar a reunir-se per treballar en les cançons del seu pròxim disc, Welcome Interstate Managers. Aquest disc, gràcies sobretot al single Stacy's Mom, va ser el que els va fer reeixir fora dels ambients indies i els va permetre arribar a un públic més ample. El motiu va ser l'interés de la cadena MTV pel videoclip de la cançó, que va ser emés bastant regularment. L'àlbum va tenir bones vendes a nivell internacional i van signar amb Virgin Records.
En 2005 van traure al mercat Out-of-State Plates, una recopilació de cares-b i versions en directe, amb un parell de cançons noves. També incloïa una versió de ...Baby One More Time, de Britney Spears.
En abril de 2007 va aparéixer un nou disc de la banda, anomenat Traffic and Weather.

## Membres
- Chris Collingwood - Guitarra, Veus
- Adam Schlesinger - Baix
- Jody Porter - Guitarra
- Brian Young - Bateria

## Discografia

### Àlbums
| Any  | Títol                       | Discogràfica                     |
| 1996 | Fountains of Wayne          | Atlantic Records                 |
| 1999 | Utopia Parkway              | Atlantic Records                 |
| 2003 | Welcome Interstate Managers | S-Curve Records / Virgin Records |
| 2007 | Traffic and Weather         | Virgin Records                   |
| 2011 | Sky Full of Holes           | Yep Roc Records / Warner Music   |

### Singles
| Any  | Títol                            | Extret de                                                                |
| ---- | -------------------------------- | ------------------------------------------------------------------------ |
| 1996 | Radiation Vibe                   | Fountains of Wayne                                                       |
| 1997 | Sink to the Bottom               | Fountains of Wayne                                                       |
| 1997 | Survival Car                     | Fountains of Wayne                                                       |
| 1997 | Barbara H.                       | Fountains of Wayne                                                       |
| 1997 | I Want an Alien for Christmas    | Només va ser tret com a single (després recollit en Out-of-State Plates) |
| 1998 | Leave the Biker                  | Fountains of Wayne                                                       |
| 1999 | Denise                           | Utopia Parkway                                                           |
| 1999 | Red Dragon Tattoo                | Utopia Parkway                                                           |
| 1999 | Troubled Times                   | Utopia Parkway                                                           |
| 2003 | Stacy's Mom                      | Welcome Interstate Managers                                              |
| 2004 | Mexican Wine                     | Welcome Interstate Managers                                              |
| 2004 | Hey Julie                        | Welcome Interstate Managers                                              |
| 2005 | Maureen                          | Out-of-State Plates                                                      |
| 2007 | Someone to Love                  | Traffic and Weather                                                      |
| 2011 | Richie and Ruben                 | Sky Full of Holes                                                        |
| 2011 | Someone's gonna break your Heart | Sky Full of Holes                                                        |

### Altres
| Any  | Títol               | Discogràfica   |                                                              |
| 2005 | Out-of-State Plates | Virgin Records | Recopilació de cares B, versions en directe i dos temes nous |

## Curiositats
- Han sonat cançons de Fountains of Wayne en diverses sèries de televisió i pel·lícules: The OC, Gilmore Girls, Music and Lyrics, Scary Movie, Scrubs, One Tree Hills, Veronica Mars o How I Met Your Mother entre d'altres.
- Rivers Cuomo, líder del grup Weezer, va declarar que Fountains of Wayne era el seu grup de música favorit.
- L'escriptor Stephen King també s'ha declarat fan de la seua música.
- Molta gent confon algunes de les cançons pensant que són d'Oasis per la gran semblança entre les veus de Chris Collingwood i de Liam Gallagher.